# Ḥ
La hache con punto suscrito (Ḥ, ḥ) es una letra variante de la H, h usada en los siguientes alfabetos:
- En la romanización del árabe, es común usar ḥ para transcribir la letra ح ḥāʾ que representa la consonante fricativa faríngea sorda (/ħ/).
- En asturiano, indica una «h aspirada», es decir, una fricativa glotal sorda ([h]).
- En sánscrito, representa el signo visarga, que es un alófono de /r/ y de /s/.
- En hebreo, se usa para transcribir la letra ח ḥet, que representa una fricativa uvular sorda /χ/.[1][2]

## Codificación
La letra ḥ se puede representar en Unicode con los siguientes caracteres:
| Forma     | Representación | Puntos de código | Descripción                           |
| --------- | -------------- | ---------------- | ------------------------------------- |
| Mayúscula | Ḥ              | U+1E24           | LATIN CAPITAL LETTER H WITH DOT BELOW |
| Minúscula | ḥ              | U+1E25           | LATIN SMALL LETTER H WITH DOT BELOW   |